# Nicolae Dragoș Dima
Pas d'image ? Cliquez ici

a Compétitions nationales et continentales officielles uniquement.

b Matchs officiels uniquement.
Dernière mise à jour le 26 janvier 2024.
Nicolae Dragoș Dima, né le 30 juillet 1979 à Focșani (Roumanie), est un joueur international roumain de rugby à XV. Il joue au poste de pilier. Il totalise 39 sélections avec la sélection roumaine.

## Biographie
Nicolae Dragoș Dima commence à jouer au rugby avec le club de sa ville natale de Focșani, avant de rejoindre le Farul Constanța. En 1998, il rejoint le Castres olympique, avec qui il débute au niveau professionnel l'année suivante,.
Malgré son inexpérience, il est retenu avec la Roumanie pour disputer la Coupe du monde 1999. Il obtient sa première sélection lors de la compétition, le 3 octobre 1999 contre l'Australie à Belfast. Il joue trois matchs lors du tournoi.
En 2002, il s'engage avec le Stade toulousain. Il ne joue qu'une rencontre lors de sa première saison, à cause d'une hernie discale,. Lors des deux saisons suivantes, les blessures et la concurrence ne lui laissent également que peu de temps de jeu. Il quitte le club en juin 2005.
Sans club pendant six mois, il rejoint en janvier 2006 le FC Villecfranche en Fédérale 1.
Après une demi-saison au niveau amateur, il retrouve ensuite un contrat professionnel avec la Section paloise en Pro D2, avec qui il joue pendant deux saisons.
Il joue ensuite une saison en Fédérale 2 avec l'US Orthez. Il retourne ensuite en Fédérale 1, et joue une saison avec le FC Oloron, puis une autre avec le Blagnac SCR.
En 2011, il retenu dans le groupe roumain pour le mondial en Nouvelle-Zélande, mais ne joue aucun match.

## Statistiques en équipe nationale
- 39 sélections
- 10 points (2 essais)
- Sélections par année : 3 en 1999, 5 en 2000, 6 en 2001, 5 en 2002, 5 en 2004, 1 en 2006, 2 en 2009, 8 en 2010 et 4 en 2011
- Participation à la Coupe du monde 1999 (3 matchs).